# St. Nikolaus (Wieling)

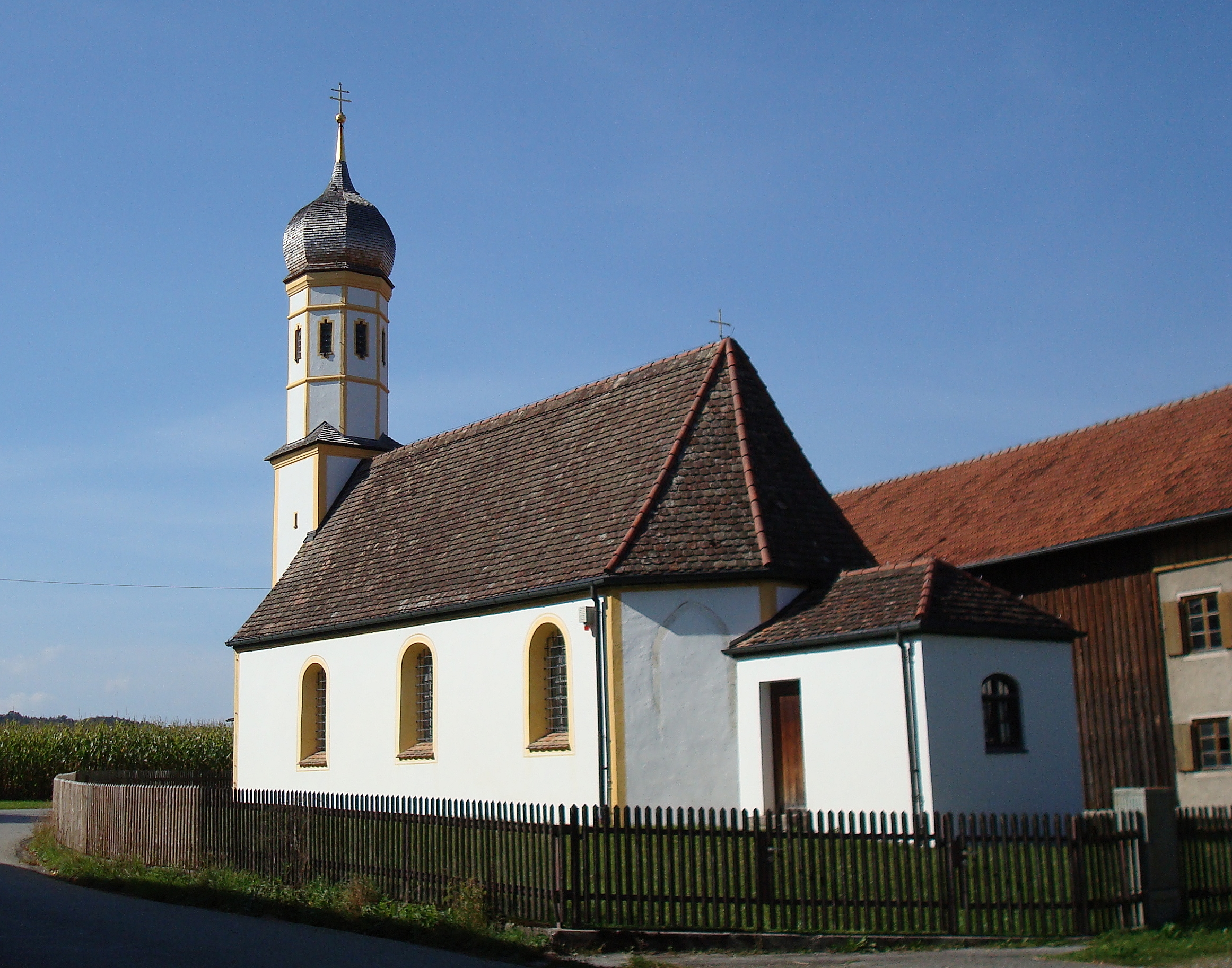
Kirche St. Nikolaus in Wieling

Die Filialkirche St. Nikolaus in Wieling, einem Ortsteil der Gemeinde Feldafing im oberbayerischen Landkreis Starnberg, wurde um 1700 errichtet. Die Kirche mit der Adresse Wieling 9 ist ein geschütztes Baudenkmal.
Der Saalbau mit Satteldach besitzt einen Chor mit dreiseitigem Schluss, an den eine Sakristei angebaut wurde. Der Turm im Westen wird von einer Zwiebelhaube bekrönt.
Die Altarausstattung enthält zwei kleine Figuren aus der ersten Hälfte des 18. Jahrhunderts und ein Gemälde im Nazarenerstil aus dem Jahr 1855.
Die Filialkirche, die dem heiligen Nikolaus geweiht ist, gehört zur Pfarrgemeinde Mariä Geburt in Traubing.